# Episodi di Steven Universe (quinta stagione)
La quinta stagione della serie animata Steven Universe, composta da 32 episodi, è stata trasmessa negli Stati Uniti su Cartoon Network dal 29 maggio 2017 al 21 gennaio 2019. In Italia è stata trasmessa dal 16 aprile 2018 all'8 ottobre 2020 su Cartoon Network; per motivi non noti, l'episodio conclusivo della serie Scontro finale in Italia è stato trasmesso quasi sedici mesi dopo la messa in onda del penultimo e sette mesi dopo il film, quest'ultimo ambientato due anni dopo la fine della serie.
Inizialmente pianificata per andare in onda nel 2018 e per essere composta da ventisei episodi, questa stagione è formata da trentadue episodi: ventiquattro normali più lo speciale Le Crystal Gem di durata doppia ed il finale di serie Change Your Mind da quarantacinque minuti (pari a quattro episodi). La serie si incentra soprattutto sul rapporto di Steven con la madre, imparandone i segreti e le verità tenute nascoste, ma soprattutto distanziandosi da lei per iniziare a ritagliarsi la propria identità come membro delle Crystal Gems.
Come la quarta, inizialmente non furono rese note le tematiche in cui si sarebbe snodata la stagione, ma la creatrice della serie Rebecca Sugar aggiunse in un'intervista solo che aveva grandi piani per essa e che sarebbe stata quella più ricca di contenuti e sorprese per i fan.
Il 10 maggio 2017 in anteprima viene distribuito in rete il primo episodio della stagione In trappola sul sito americano di Cartoon Network, mentre il 13 maggio viene annunciato, mediante la pagina Facebook della serie, che i primi quattro episodi della stagione sarebbero andati in onda tutti durante il Memorial Day in un evento speciale di un'ora chiamato Steven Universe Wanted. 
Al SDCC 2017 viene presentato un breve teaser sugli episodi a venire della quinta stagione, nel quale è stato notificato che essa sarebbe stata ripresa "prossimamente", ed uno spezzone di Battaglie stellari. Al NYCC 2017, in quella che ufficialmente è la pausa più lunga della serie, viene annunciato il quinto episodio della stagione Nuove elezioni in città mediante uno spezzone dello stesso, mandato in visione alla fiera. Il 30 ottobre viene annunciato mediante la pagina Facebook della serie che la serie avrebbe ripreso il 10 novembre con la messa in chiaro di nuovi episodi sull'applicazione ufficiale americana del canale, inizialmente senza annunciare una data della messa in onda; in seguito è stato annunciato che gli episodi 139 e 140 compongono un mini arco narrativo chiamato Stranded.
L'8 marzo 2018, mediante la pagina Facebook della serie, viene annunciata la ripresa in onda degli episodi per il 9 aprile seguente; episodi che vengono resi disponibili sull'applicazione di Cartoon Network il 26 marzo. Il 30 aprile 2018, attraverso i suoi social, Cartoon Network annuncia con un breve spezzone dell'episodio che il 7 maggio sarebbe andato in onda uno speciale di mezz'ora, composto dai due episodi Non si torna indietro e Una Rosa senza spine. Il 15 giugno 2018 viene annunciato un nuovo arco narrativo di cinque episodi chiamato Heart of the Crystal Gems, in onda dal 2 luglio al 6 luglio mentre l'episodio seguente, Si torna a casa, viene distribuito in occasione del SDCC 2018 sull'applicazione di Cartoon Network il 22 luglio. Il 19 novembre 2018 viene annunciato un nuovo arco narrativo chiamato Diamond Days, che sancirà la messa in onda di nuovi episodi settimanali partendo dal 17 dicembre con l'episodio Si torna a casa arrivando all'episodio Un lungo viaggio il 7 gennaio seguente, per chiudersi poi con la messa in onda del finale Change Your Mind (chiamato anche Battle of Heart and Mind) il 21 gennaio.
| Nº  | Nº | Titolo originale             | Titolo italiano                | Prima TV USA     | Prima TV Italia  |
| --- | -- | ---------------------------- | ------------------------------ | ---------------- | ---------------- |
| 129 | 1  | Stuck Together               | In trappola                    | 29 maggio 2017   | 18 aprile 2018   |
| 130 | 2  | The Trial                    | In difesa di Rose              | 29 maggio 2017   | 19 aprile 2018   |
| 131 | 3  | Off Colors                   | Scoloriti                      | 29 maggio 2017   | 16 aprile 2018   |
| 132 | 4  | Lars' Head                   | Ritorno sulla Terra            | 29 maggio 2017   | 17 aprile 2018   |
| 133 | 5  | Dewey Wins                   | Nuove elezioni in città        | 15 dicembre 2017 | 20 aprile 2018   |
| 134 | 6  | Gemcation                    | Steven va in vacanza           | 15 dicembre 2017 | 24 aprile 2018   |
| 135 | 7  | Raising the Barn             | Il fienile vola via            | 22 dicembre 2017 | 23 aprile 2018   |
| 136 | 8  | Back to the Kindergarten     | Ritorno al Giardino d'infanzia | 22 dicembre 2017 | 25 aprile 2018   |
| 137 | 9  | Sadie Killer                 | La nuova cantante              | 29 dicembre 2017 | 26 aprile 2018   |
| 138 | 10 | Kevin Party                  | La festa di Kevin              | 29 dicembre 2017 | 27 aprile 2018   |
| 139 | 11 | Lars of the Stars            | Battaglie stellari             | 5 gennaio 2018   | 30 aprile 2018   |
| 140 | 12 | Jungle Moon                  | La giungla lunare              | 5 gennaio 2018   | 1º maggio 2018   |
| 141 | 13 | Your Mother and Mine         | Tua madre e la mia             | 9 aprile 2018    | 16 luglio 2018   |
| 142 | 14 | The Big Show                 | Una grande serata              | 16 aprile 2018   | 17 luglio 2018   |
| 143 | 15 | Pool Hopping                 | Un salto nel buio              | 23 aprile 2018   | 19 luglio 2018   |
| 144 | 16 | Letters to Lars              | Le storie di Beach City        | 30 aprile 2018   | 18 luglio 2018   |
| 145 | 17 | Can't Go Back                | Non si torna indietro          | 7 maggio 2018    | 20 luglio 2018   |
| 146 | 18 | A Single Pale Rose           | Una Rosa senza spine           | 7 maggio 2018    | 21 luglio 2018   |
| 147 | 19 | Now We're Only Falling Apart | La vera storia di Rose         | 2 luglio 2018    | 19 novembre 2018 |
| 148 | 20 | What's Your Problem          | Tu come stai?                  | 3 luglio 2018    | 20 novembre 2018 |
| 149 | 21 | The Question                 | Stare insieme                  | 4 luglio 2018    | 21 novembre 2018 |
| 150 | 22 | Made of Honor                | La sorpresa                    | 5 luglio 2018    | 22 novembre 2018 |
| 151 | 23 | Reunited                     | Le Crystal Gem                 | 6 luglio 2018    | 23 novembre 2018 |
| 152 | 24 | Reunited                     | Le Crystal Gem                 | 6 luglio 2018    | 23 novembre 2018 |
| 153 | 25 | Legs from Here to Homeworld  | Si torna a casa                | 17 dicembre 2018 | 24 giugno 2019   |
| 154 | 26 | Familiar                     | Il ruolo di Rosa               | 24 dicembre 2018 | 25 giugno 2019   |
| 155 | 27 | Together Alone               | Il ballo                       | 31 dicembre 2018 | 26 giugno 2019   |
| 156 | 28 | Escapism                     | Un lungo viaggio               | 7 gennaio 2019   | 27 giugno 2019   |
| 157 | 29 | Change Your Mind             | Scontro finale                 | 21 gennaio 2019  | 8 ottobre 2020   |
| 158 | 30 | Change Your Mind             | Scontro finale                 | 21 gennaio 2019  | 8 ottobre 2020   |
| 159 | 31 | Change Your Mind             | Scontro finale                 | 21 gennaio 2019  | 8 ottobre 2020   |
| 160 | 32 | Change Your Mind             | Scontro finale                 | 21 gennaio 2019  | 8 ottobre 2020   |

## In trappola
- Titolo originale: Stuck Together
- Diretto da: Kat Morris e Liz Artinian
- Scritto da: Jesse Zuke

### Sinossi
Dopo essersi costituito ad Acquamarina e Topazio, Steven va con loro verso il Pianeta Natale e scopre che anche Lars è stato preso. I due durante il viaggio appianano le loro divergenze commovendo Topazio, la quale cerca di farli fuggire: Steven vorrebbe far scappare solo Lars perché vuole assumersi le responsabilità di sua madre ma Acquamarina seda l'ammutinamento. Arrivati sul Pianeta Natale, Steven viene condotto a processo mentre Lars è posto in custodia altrove.
- Ascolti USA: telespettatori 1.532.000 – rating/share 18-49 anni.[20]

## In difesa di Rose
- Titolo originale: The Trial
- Diretto da: Joe Johnston e Liz Artinian
- Scritto da: Katie Mitroff e Paul Villeco

### Sinossi
Steven viene processato dai Diamanti ma le incertezze negli eventi e nella sua avvocatessa, Zircone Blu, inizialmente fanno vertere le sorti in suo sfavore. Quando Zircone Blu analizza però le incongruenze nei racconti, deduce che sebbene potente, Quarzo Rosa non avrebbe potuto avvicinarsi a Diamante Rosa senza farsi notare e, presa dalla foga dell'arringa, accusa i Diamanti di aver insabbiato gli eventi in quanto gli unici con poteri sufficienti a poterlo fare. Tra Diamante Giallo e Diamante Blu nasce un battibecco di cui approfitta Steven, il quale recupera Lars e fugge usando il palanchino di Diamante Blu, tuttavia finendo per cadere nelle profonde spelonche del Pianeta.
- Ascolti USA: telespettatori 1.532.000 – rating/share 18-49 anni.[20]

## Scoloriti
- Titolo originale: Off Colors
- Diretto da: Joe Johnston e Liz Artinian
- Scritto da: Lamar Abrams e Jeff Liu

### Sinossi
Dopo essere fuggito dai Diamanti insieme a Lars, Steven trova degli eccentrici nuovi alleati: delle Gemme emarginate perché sbagliate o fuorilegge per i costumi del Pianeta Natale. Le Gemme e i due ragazzi si ritrovano a combattere dei robonoidi mandati dai Diamanti: nello scontro, Lars perde la vita ma viene resuscitato inavvertitamente da Steven.
- Ascolti USA: telespettatori 1.524.000 – rating/share 18-49 anni.[20]

## Ritorno sulla Terra
- Titolo originale: Lars' Head
- Diretto da: Kat Morris e Liz Artinian
- Scritto da: Jeff Liu e Madeline Queripel

### Sinossi
Lars, divenuto rosa dopo essere tornato in vita grazie a Steven, oppone con le nuove amiche Gemme una resistenza contro i robonoidi inviati dai Diamanti mentre Steven, nonostante le sue proteste, fa ritorno da solo sulla Terra scoprendo che Lars e Leone sono collegati. Tornato a casa, riabbraccia le Crystal Gems, Connie e suo padre.
- Ascolti USA: telespettatori 1.524.000 – rating/share 18-49 anni.[20]

## Nuove elezioni in città
- Titolo originale: Dewey Wins
- Diretto da: Joe Johnston e Liz Artinian
- Scritto da: Lamar Abrams e Jeff Liu

### Sinossi
Steven aiuta il sindaco Dewey a gestire un'ardua campagna elettorale poiché, a seguito dei recenti eventi, ha perso la fiducia dei cittadini, favorevoli ora alla politica basata più sulla difesa della città e dei cittadini di Nanefua Pizza. Nonostante i tentativi di riconquistare l'elettorato, alla fine Dewey riconosce che Nanefua sarà una miglior sindaco di quanto lui sia stato.
- Ascolti USA: telespettatori 853.000 – rating/share 18-49 anni.[21]

## Steven va in vacanza
- Titolo originale: Gemcation
- Diretto da: Kat Morris e Liz Artinian
- Scritto da: Madeline Queripel e Jesse Zuke

### Sinossi
Greg e le Gemme portano Steven in vacanza per farlo rilassare ma il ragazzo non riesce a non pensare a Connie, con la quale ha litigato. Alla fine Steven accetta la situazione e si gode il tempo con la famiglia.
- Ascolti USA: telespettatori 853.000 – rating/share 18-49 anni.[21]

## Il fienile vola via
- Titolo originale: Raising the Barn
- Diretto da: Kat Morris e Liz Artinian
- Scritto da: Amber Cragg e Hilary Florido

### Sinossi
Steven va al fienile da Lapis e Peridot per rivederle dopo quanto accaduto, cercando assieme a loro la scomparsa Zucchetta. Ritrovata, Steven racconta alle amiche del processo e Lapis, temendo una nuova guerra, decide di fuggire dalla Terra portandosi dietro il fienile, lasciando Peridot sconvolta.
- Ascolti USA: telespettatori 891.000 – rating/share 18-49 anni.[22]

## Ritorno al Giardino d'infanzia
- Titolo originale: Back to the Kindergarten
- Diretto da: Joe Johnston e Liz Artinian
- Scritto da: Katie Mitroff e Paul Villeco

### Sinossi
Steven e Ametista portano Peridot a fare giardinaggio al Giardino d'infanzia cercando di consolarla per la fuga di Lapis, ma ciò che piantano non attecchisce perché il terreno è ormai sterile. Peridot viene inghiottita da una Gemma corrotta ed è salvata da Quarzo Fumé.
- Ascolti USA: telespettatori 891.000 – rating/share 18-49 anni.[22]

## La nuova cantante
- Titolo originale: Sadie Killer
- Diretto da: Joe Johnston e Liz Artinian
- Scritto da: Lamar Abrams e Jeff Liu

### Sinossi
Steven e i ragazzi fichi formano un gruppo, ma hanno difficoltà a trovare il loro stile.

## La festa di Kevin
- Titolo originale: Kevin Party
- Diretto da: Kat Morris e Liz Artinian
- Scritto da: Amber Cragg e Hilary Florido

### Sinossi
Kevin sta organizzando una festa e invita Steven nella speranza che lui e Connie si fondano in Stevonnie: Steven accetta per rivederla. Alla festa, Steven segue inizialmente le direttive di Kevin, ma quando decide di essere se stesso riesce a parlare con Connie, chiarendosi con lei, dopodiché i due se ne vanno lasciando Kevin sbigottito.

## Battaglie stellari
- Titolo originale: Lars of the Stars
- Diretto da: Kat Morris e Liz Artinian
- Scritto da: Lamar Abrams e Jesse Zuke

### Sinossi
Steven e Connie fanno visita a Lars, portandogli viveri. I due sono sorpresi di vederlo agevolmente a comando di una navicella con le Scolorite come equipaggio, e alle prese con una Gemma di nome Smeraldo. Steven e Connie si fondono per aiutarli utilizzando un piccolo caccia: Smeraldo batte in ritirata ma Stevonnie precipita su un satellite vicino.

## La giungla lunare
- Titolo originale: Jungle Moon
- Diretto da: Joe Johnston e Liz Artinian
- Scritto da: Miki Brewster e Jeff Liu

### Sinossi
Stevonnie si ritrova bloccata su un pianeta giungla dopo essere precipitata: la fusione riesce a cavarsela ma sogna un'esperienza passata di Diamante Rosa. Esplorando, Stevonnie ritrova il luogo del sogno e contatta Lars da lì, il quale la recupera prima che un mostro volante la attacchi.

## Tua madre e la mia
- Titolo originale: Your Mother and Mine
- Diretto da: Joe Johnston e Liz Artinian
- Scritto da: Katie Mitroff e Paul Villeco

### Sinossi
Steven porta Garnet ad incontrare le Scolorite, la quale, capendo il loro imbarazzo, le incoraggia narrando di quando incontrò Quarzo Rosa e del lascito di quest'ultima. Steven dopo il racconto chiede a Garnet se Diamante Rosa possa ancora essere viva, spiegando le sue esperienze empatiche-oniriche, ma Garnet non sa rispondergli poiché il suo è un potere unico.

## Una grande serata
- Titolo originale: The Big Show
- Diretto da: Kat Morris e Liz Artinian
- Scritto da: Hilary Florido e Amber Cragg

### Sinossi
Steven gira un reportage su una band locale al suo grande esordio.

## Un salto nel buio
- Titolo originale: Pool Hopping
- Diretto da: Joe Johnston e Liz Artinian
- Scritto da: Katie Mitroff, Paul Villeco e Joe Johnston

### Sinossi
Steven e Garnet usano la preveggenza di quest'ultima per esplorare linee temporali improbabili, "disconnesse" dalla rete di probabilità che Garnet vede. Sfruttando la sua abilità, i due fanno attività bizzarre durante la giornata finché Garnet, a causa dell'ansia sempre crescente, non rivela i suoi veri intenti: a causa delle decisioni inaspettate prese da Steven, lei non sa più se affidarsi alla preveggenza e in realtà tutto quello che hanno fatto era per tentare di ripristinare una linea temporale che lei potesse nuovamente comprendere. Alla fine, cambiando la sua visione di Steven, Garnet riesce nel suo intento.

## Le storie di Beach City
- Titolo originale: Letters to Lars
- Diretto da: Kat Morris e Liz Artinian
- Scritto da: Lamar Abrams e Colin Howard

### Sinossi
Steven spedisce a Lars delle lettere, per tenerlo aggiornato degli eventi accaduti a Beach City mentre lui sta viaggiando per il cosmo con le Scolorite.

## Non si torna indietro
- Titolo originale: Can't Go Back
- Diretto da: Joe Johnston e Liz Artinian
- Scritto da: Miki Brewster e Jeff Liu

### Sinossi
Ronaldo trova qualcosa di misterioso sulla Luna e Steven, andando a investigare, vi trova Lapis, che monitora le Crystal Gems da lì. I due si confrontano su quanto accaduto e Lapis, essendosi sentita sola, sembra voler fare ritorno finché Steven non si addormenta: il ragazzo sogna Perla attaccare alle spalle Diamante Rosa. e quando lo dice a Lapis, lei lo interpreta come un presagio, scappando nello spazio siderale. Steven è rattristato, però vuole capire cosa c'è dietro quel sogno.

## Una Rosa senza spine
- Titolo originale: A Single Pale Rose
- Diretto da: Kat Morris e Liz Artinian
- Scritto da: Amber Cragg e Hilary Florido

### Sinossi
Dopo essere tornato dalla Luna, Steven aiuta Perla a ritrovare il suo nuovo cellulare entrando nella dimensione tascabile contenuta nella sua gemma. Il ragazzo inizia così a viaggiare nei vari stati in cui è divisa la mente di Perla, arrivando a scoprire che sua madre Quarzo Rosa era in realtà Diamante Rosa e che Perla fosse la sua valletta, architettando con lei la sua frantumazione e promettendo di non dire mai a nessuno quanto accaduto: assumendo le sembianze di Quarzo Rosa, Perla finge di uccidere la matriarca. Steven, allibito, trova il cellulare ed esce da Perla, rivelando involontariamente la verità anche davanti a Garnet e Ametista.

## La vera storia di Rose
- Titolo originale: Now We're Only Falling Apart
- Diretto da: Kat Morris e Liz Artinian
- Scritto da: Lamar Abrams e Christine Liu

### Sinossi
Dopo la scoperta della verità su Diamante Rosa, Garnet, sconvolta dalla rivelazione, si separa: Zaffiro scappa, e Steven e Perla la inseguono. Trovata, Zaffiro su sfia credendo che tutto ciò che ha causato Diamante Rosa fosse un gioco ma Perla le racconta nei dettagli di come dopo l'ottenimento della colonia sulla Terra, Diamante Rosa capì l'importanza della vita del pianeta e di come, ricevendo il rifiuto degli altri Diamanti sul cancellare la colonia, decise di usare il suo alter ego di Quarzo Rosa per difendere la Terra aiutata da Perla, fondando le Crystal Gems e causando la guerra coi Diamanti. Così, Perla e Steven la calmano, tuttavia quando tornano a casa non trovano nessuno: solo una nota di Rubino.

## Tu come stai?
- Titolo originale: What's Your Problem
- Diretto da: Joe Johnston e Liz Artinian
- Scritto da: Katie Mitroff e Paul Villeco

### Sinossi
Nella nota di Rubino, la Gemma dice di aver lasciato le Crystal Gems: Steven e Ametista vanno a cercarla mentre Perla bada ad una Zaffiro preda del pianto. Tuttavia Ametista non prende sul serio le ricerche finché Steven non le chiede come si senta e la Gemma cerca di evitare il discorso; alla fine tuttavia Ametista spiega che a lei della faccenda non interessi, e che il suo intento era quello di distrarre Steven dall'accaduto e fargli capire che deve pensare anche a se stesso. Chiariti, i due trovano Rubino insieme a Greg sulla scogliera.

## Stare insieme
- Titolo originale: The Question
- Diretto da: Joe Johnston e Liz Artinian
- Scritto da: Miki Brewster e Jeff Liu

### Sinossi
Rubino e Greg sono raggiunti da Steven e Ametista. Rubino, confrontandosi con Greg, ha deciso di voler vivere da sola all'avventura nella natura selvaggia per dimostrare di sapersela cavare da sola senza l'aiuto di Zaffiro. Tuttavia, la mancanza dell'amata la fa tornare a casa e, a sorpresa, Rubino chiede a Zaffiro di sposarla davanti a tutti.

## La sorpresa
- Titolo originale: Made of Honor
- Diretto da: Kat Morris e Liz Artinian
- Scritto da: Lamar Abrams e Christine Liu

### Sinossi
Organizzando gli inviti per il matrimonio di Rubino e Zaffiro, Steven decide segretamente di liberare Bismuth per invitarla. Bismuth tuttavia non vuole ascoltare Steven e, vendendo altre Gemme nelle bolle di contenzione, ne libera alcune sue compagne di secoli prima, scoprendo così che siano diventate dei mostri. Anche dopo le numerose spiegazioni di Steven, Bismuth rifiuta l'invito e si rintana nella sua forgia a causa di ciò che ha fatto; il ragazzo tuttavia le spiega che nonostante tutto lei sia ben accetta dalle altre e la convince a tornare con una sorpresa: vista l'occasione, Bismuth ha forgiato le fedi per Rubino e Zaffiro.

## Le Crystal Gem
- Titolo originale: Reunited
- Diretto da: Joe Johnston e Liz Artinian
- Scritto da: Miki Brewster, Jeff Liu, Katie Mitroff e Paul Villeco

### Sinossi
A Beach City si sta celebrando il matrimonio tra Rubino e Zaffiro, quando la cerimonia viene sconvolta dall'arrivo sulla Terra dei Diamanti, che cercano di risvegliare il Grappolo. Mentre Diamante Giallo combatte contro il grappolo, le Crystal Gem, con l'aiuto di Lapis Lazzuli, combattono contro Diamante Blu. Quando il Grappolo e le Crystal Gem sembrano aver vinto, i Diamanti si riprendono, e mentre le gemme continuano a combattere. Steven perde i sensi, riuscendo a "comunicare" psiticamente con gli altri, e così cerca di fermare Blu e Giallo, evocando l'aura di Diamante Rosa, che le convince che lui è Diamante Rosa.

## Si torna a casa
- Titolo originale: Legs from Here to Homeworld
- Diretto da: Kat Morris e Liz Artinian
- Scritto da: Amber Cragg, Hilary Florido e Tom Herpich

### Sinossi
Ora che i diamanti Giallo e Blu conoscono la vera identità di Steven, rivelando di essere in realtà diamante Rosa, Blu e Giallo le pongono alcune domande, tra cui una in particolare di Diamante Blu, cioè del perché lei non venne eliminata con la causa dell'esplosione di massa causata dai diamanti. Steven spiegherà a loro che, per la mancanza di Rosa, non ha eliminato le gemme, ma bensì le ha corrotte, portandole da Scaramillo. I tre diamanti proveranno ad aggiustarla, ma invano, così diamante Giallo nomina la potente, misteriosa e perfetta diamante Bianco. Dopo lo shock, perla farà capire a Steven che diamante Bianco è molto potente e non ha lo stesso atteggiamento e carattere degli altri due diamanti, ma Steven vuole comunque parlarle per aggiustare tutte le gemme corrotte. Così, scoperte le gambe-nave di Rosa, Giallo, Blu, Steven, Perla, Garnet, Ametista e Connie viaggeranno fino al pianeta natale, dove appena atterrati si imbatteranno in una folla inferocita, ma ciò verrà fermato dall'entrata in scena di Perla Bianca, che assumendo lo stesso atteggiamento della sua matriarca, senza interruzioni, porterà Steven da Bianco, così inizia un breve dialogo tra le due, dove Bianco fa capire a Steven di essere superiore e che già sapeva di questo suo giochetto da diamante. Dopodiché, Bianco teletrasporta Rosa in una stanza non molto lontana dal precedente luogo di incontro.

## Il ruolo di Rosa
- Titolo originale: Familiar
- Diretto da: Kat Morris e Liz Artinian
- Scritto da: Amber Cragg, Hilary Florido, Tom Herpich e Pen Ward

### Sinossi
Con molti cambiamenti in atto nella sua vita, Steven prova a trovare il suo posto nel mondo.

## Il ballo
- Titolo originale: Together Alone
- Diretto da: Kat Morris e Liz Artinian
- Scritto da: Lamar Abrams, Christine Liu e Tom Herpich

### Sinossi
Steven organizza una festa per avvicinare la sua famiglia.

## Un lungo viaggio
- Titolo originale: Escapism
- Diretto da: Joe Johnston e Liz Artinian
- Scritto da: Joe Johnston e Adam Muto

### Sinossi
Steven usa i suoi poteri psichici per cercare aiuto.

## Scontro finale
- Titolo originale: Change Your Mind
- Diretto da: Joe Johnston, Kat Morris  e Liz Artinian
- Scritto da: Lamar Abrams, Miki Brewster, Amber Cragg, Hilary Florido, Joe Johnston, Ian Jones-Quartey, Christine Liu, Jeff Liu, Katie Mitroff, Kat Morris, Rebecca Sugar e Paul Villeco

### Sinossi
Dopo aver contattato oniricamente i rinforzi sulla Terra, Steven e Connie fuggono grazie a Diamante Blu, liberando le Crystal Gems e convincendo persino Diamante Giallo a muoversi con loro verso Diamante Bianco per convincerla a guarire le Gemme corrotte. Perla Bianca prova ad opporsi ma con l'arrivo di Bismuth, Peridot e Lapis, Steven riesce ad arrivare finalmente al cospetto di Diamante Bianco, la quale coi suoi poteri prende il controllo degli altri Diamanti e delle Crystal Gems; inoltre rimuove la gemma di Steven nel tentativo di "far uscire allo scoperto" Rosa: incredibilmente si crea invece una copia di Steven, incarnazione di tutti i suoi poteri che mette in ginocchio la matriarca e si riunisce alla sua metà umana. Diamante Bianco è attonita ma la spontaneità di Steven fa breccia in lei, rompendo il suo giogo sulle altre Gemme e ravvedendola. Le Gemme corrotte vengono infine risanate, mentre i Diamanti decidono di rivedere il loro governo e le intransigenti regole su cui si basa.